# Ut mot havet
Ut mot havet är en norsk historisk dramadokumentärfilm i färg från 1959. Filmen skildrar livet för Norges fiskare och regisserades av Nils R. Müller.

## Handling
Filmen inleds med att skildra ett fiskarhem vid kusten. Det är höstkväll och familjen är sysselsatta med diverse arbete. Sonen i familjen förordar att en ny båt med bättre säkerhet ska införskaffas, vilket också sker. Filmen ger också en historisk tillbakablick över fiskaryrket.

## Rollista
- Ingvald Scheldrup – Jo, farfar
- Kristian Skjong – Kristian, far
- Olivia Storås – Turi, mor
- Gjertrud Bakken – Kari, tjänsteflicka
- Martinius Bakken – Per, äldste sonen
- Jarle Øyen – Jarle, yngste sonen
- Liv Remme – Tordis, dottern

## Om filmen
Filmen producerades av Knut Uksnøy på uppdrag av Sunnmøre fiskarlag. Uksnøy skrev också manus, Bredo Lind fotade och Edvard Fliflet Bræin komponerade musiken. Monrad Oskar Norderval kommenterade filmen.
Ut mot havet premiärvisades den 9 februari 1959 Norge och distribuerades då av Kommunenes filmcentral. År 1997 utkom den på video och distribuerades då av Videokopi Norge.